# Barján

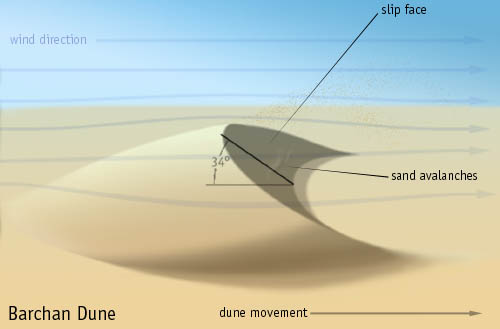
Diagrama de la formación de una duna barján

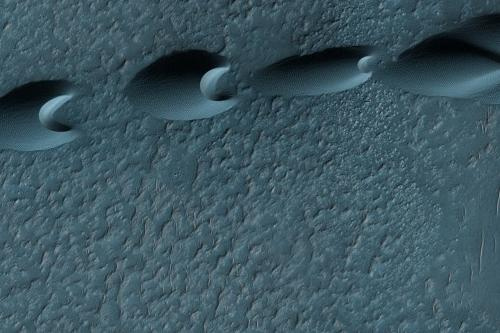
barjanes en el planeta Marte

Un barján (del kazajo, бархан [Bɑrxɑn]) es una cresta de arena viva, en forma de arco, constituida por arena bien seleccionada. 

## Descripción
Este tipo de duna posee dos «cuernos» enfrentados apuntando en la dirección del viento, con la cara de deslizamiento (la pendiente a favor del viento) en el ángulo de reposo de la arena (aproximadamente 32-35 grados). Los cuernos muestran el sentido de avance de la duna. Los barjanes simples pueden estirarse entre las puntas de los cuernos desde metros hasta a un centenar de metros. El lado de barlovento, azotado por el viento, es más suave (una pendiente de unos 15 grados) y por él ascienden las partículas de arena hasta alcanzar la cresta, donde caen por la escarpada cara de deslizamiento al otro lado. Si el viento sopla muy fuerte, puede verse una nube de arena superando la cresta.
Los barjanes aparecen en terrenos llanos. La arena aprovecha cualquier obstáculo, montículo, matorral o roca, para acumularse a sotavento. Cuando hay suficiente cantidad de arena, las dunas comienzan a moverse adoptando la forma de media luna que las hacen tan características. Debido a esto los barjanes tienden a formar grupos que avanzan siguiendo la misma dirección, que es la del viento. Los barjanes simples pueden hacerse más grande, formando barjanes compuestos o megabarjanes, que pueden migrar con el viento. Los barjanes y megabarjanes pueden confluir en cordilleras que se extienden cientos de kilómetros..
Cuando los barjanes migran, las dunas más grandes van dejando atrás pequeñas dunas, que al ir avanzando, a su vez, chocan contra la parte trasera de otras dunas mayores y que finalmente parecen perforarlas y pasar a través de la gran duna para aparecer en el otro lado. El proceso parece ser similar a las ondas de luz, de sonido o del agua que pasan directamente unas a través de otras. El mecanismo en detalle es, sin embargo, muy diferente, siendo no lineal. Estos se conocen como solitones.
Las dunas emulan el comportamiento de los solitones pero a diferencia de los solitones, las partículas de arena no pasan a través de ellas. Cuando las dunas más pequeña alcanzan la trasera de la duna más grande, los vientos comienzan a depositar arena en la trasera de la duna mientras sopla arena fuera del frontal de la duna sin reponer fondos. Finalmente, la duna trasera adquiere dimensiones similares a la primitiva duna frontal, que se ha convertido en una más pequeña, que se mueve más rápido y se aleja con el viento. (Schwämmle y Herrmann, 2003)
Buenos ejemplos de barjanes se encuentran cerca de La Joya, provincia de Arequipa, Perú. El Parque nacional y reserva Grandes Dunas de Arena, en el estado de Colorado, tiene ejemplos espectaculares de dunas barján.
Se ha observado que existen barjanes en el planeta Marte, donde la delgada atmósfera a menudo produce vientos lo suficientemente fuertes como para mover la arena y el polvo.